# مدينة ألعاب المدهش

المدخل الرئيسي للمدينة

مدينة ألعاب المدهش هي مدينة الألعاب الرئيسية في مدينة الحلة مركز محافظة بابل وسط العراق. وتعد أكبر مدينة للالعاب في مدينة الحلة وتأتي بعدها في المرتبة الثانية مدينة ألعاب السندباد والتي تقع على مقربة منها.

## اغلاق المدينة
قبل الاحتلال الأمريكي عام 2003 كانت المدينة تدعي باسم مدينة ألعاب الحلة، وقد استمرت المدينة تمارس عملها حتى بدايات عام 2004 حيث توقفت عن العمل واغلقت أبوابها، وذلك بسبب التدهور الأمني المستمر. إضافة إلى موقعها القريب من فندق بابل السياحي والذي اتخذته سلطة الائتلاف المؤقتة مقرا لها قبل أن يتحول إلى القنصلية الأمريكية في المدينة والذي كان يتعرض لقصف شبه مستمر بقذائف الهاون ما جعل المنطقة المحيطة به غير آمنة.

## إعادة افتتاح المدينة
في نهايات عام 2008 طرأ بعض التحسن على الوضع الأمني في العراق. وو بعد سلسلة من المناشدات من سكان مدينة الحلة لاعادة افتتاح المدينة فقامت الحكومة بطرح المدينة للاستثمار، فقامت شركة الشمم العالمية باستثمار المدينة واعادة افتتاحها بعد أن غيرت اسمها إلى مدينة العاب المدهش. وذلك في اواخر عام 2008، حيث تم افتتاحها قبل عيد الاضحى المبارك

## مرافق المدينة الترفيهية
تحتوي المدينة على عدد كبير من الألعاب المخصصة للاطفال وعدد اخر من المرافق الترفيهية المخصصة للكبار. وتتالف المدينة حاليا من فندق المدهش ومطعم المدهش وقاعة مؤتمرات واحتفالات المدهش وبحيرة المدهش.
كما وتحتوي على حوالي 35 لعبة أخرى لمختلف الاعمار